# Bruin contrahorentje
Het bruin contrahorentje (Marshallora adversa) is een slakkensoort uit de familie van de Triphoridae. De wetenschappelijke naam van de soort werd in 1803 voor het eerst geldig gepubliceerd door George Montagu.